# Antoaneta Kostadinowa
Antoaneta Nikolaewa Kostadinowa (bulgarisch Антоанета Николаева Костандинова; * 17. Januar 1986 in Targowischte als Antoaneta Bonewa) ist eine bulgarische Sportschützin.

## Erfolge
Antoaneta Kostadinowa begann 2004 mit dem Sportschießen und ist international mit der Luftpistole auf der 10-Meter-Distanz und mit der Sportpistole über 25 Meter aktiv. Bei den Olympischen Spielen 2012 in London ging sie auch in diesen beiden Disziplinen an den Start. Im Wettbewerb mit der Luftpistole verpasste sie als Neunte ebenso knapp den Finaleinzug wie mit der Sportpistole, mit der sie Zehnte wurde. In den Jahren 2014 und 2015 gewann Kostadinowa mehrere Weltcups mit der Sportpistole und belegt mit dieser auch bei den Europaspielen 2015 in Baku den zweiten Platz. Ihre zweite Olympiateilnahme 2016 in Rio de Janeiro verlief besser als ihre erste. Mit der Luftpistole kam sie zwar nicht über 41. Platz unter 44 Starterinnen hinaus, schaffte aber mit der Sportpistole dank eines fünftes Platz die Finalqualifikation. Im Halbfinale schied sie mit elf Treffern als Achte aus. Zwei Medaillen sicherte sich Kostadinowa schließlich 2019 bei den Europaspielen in Minsk. Sie gewann mit der Luftpistole und mit der Sportpistole jeweils die Bronzemedaille.
Bei den 2021 ausgetragenen Olympischen Spielen 2020 in Tokio gelang Kostadinowa im Wettkampf mit der Sportpistole das beste Resultat in der Qualifikation, im Finale verpasste sie dann aber als Viertplatzierte knapp ihre erste olympische Medaille. Diese gewann sie schließlich mit der Luftpistole. Mit 578 Punkten zog sie als Sechste der Qualifikation ins Finale ein und sicherte sich mit 239,4 Punkten hinter der Russin Witalina Bazaraschkina und vor der Chinesin Jiang Ranxin als Zweitplatzierte die Silbermedaille.
Kostadinowa ist von Beruf Sportlehrerin. Sie ist verheiratet und hat ein Kind.